# Maso (torrente)
Il torrente Maso è il principale affluente del fiume Brenta per quanto riguarda la Bassa Valsugana. Si genera dall'unione di due rami: il Maso di Calamento ed il Maso di Spinelle, per poi proseguire il suo corso in Valsugana, dopo aver attraversato una profonda forra e confluire nel fiume Brenta.
"Il Maso di Calamento è un tipico corso d’acqua a carattere permanente della catena del Lagorai (in Provincia di Trento) che scorre lungo la val Calamento: ambiente affascinante caratterizzato dalle cime Ziolera, Croce, Sasso Rotto, Setole, Ciste e il più noto passo Manghen. Nasce a 2050m s.l.m. nei pascoli della malga Cagnon e si unisce al Maso di Spinelle in località Pontarso a 920m, dopo aver ricevuto numerosi affluenti da vallette laterali" . 
Il Maso di Spinelle ha  origine nell'alta val Campelle, anch'essa affascinante valle del Lagorai, e termina sempre in località Pontarso dopo aver convogliato vari affluenti. 
Il torrente Maso ha un ruolo di confine tra i comuni di Scurelle, Telve, Carzano e Castelnuovo. 
Ha una lunghezza superiore a 20 km e un bacino di 114 km quadrati.
La quota minima del bacino corrisponde alla confluenza nel fiume Brenta (330 m), mentre la massima si approssima ai 2600 m della Cima delle Stellune.
Il torrente possiede una ricca storia in merito alle sistemazioni idraulico-forestali ed alla fluitazione.
Alimenta numerose centrali idroelettriche: quella di Carzano e la Masoenergia le principali, poi altre minori situate nei comuni di Scurelle e Carzano.